# Kento Miyaura
Kento Miyaura (em japonês:  宮浦 健人, Miyaura Kento, Kumamoto, 22 de fevereiro de 1999) é um jogador de voleibol japonês que atua na posição de oposto.

## Carreira

### Clube
Miyaura começou a praticar voleibol ainda na segunda série do ensino fundamental. Atuou no voleibol universitário da Universidade de Waseda de 2017 a 2021. Depois de se formar, o atleta se juntou a equipe do JTEKT Stings na temporada 2020–21, na primeira divisão do campeonato japonês.
Após atuar dois anos em seu país natal, Miyaura assinou com o PSG Stal Nysa para atuar no voleibol polonês. Logo após o término da temporada 2022–23, Miyaura assinou com o Paris Volley para atuar na primeira divisão do campeonato francês.

### Seleção
Pelas categorias de base, Miyaura conquistou o título do Campeonato Asiático Sub-18 de 2017, sendo eleito o melhor jogador do torneio. No mesmo ano, conquistou a medalha de bronze no Campeonato Mundial Sub-19 após vencer a seleção sul-coreana por 3 sets a 0.
O oposto foi medalhista de bronze novamente na Copa Asiática de 2018 e no Campeonato Asiático Sub-23 de 2019.
Recebeu a primeira convocação para representar a seleção adulta japonesa para competir o Campeonato Asiático de 2021, terminando o torneio com o vice-campeonato e sendo eleito o melhor oposto da competição.

## Títulos
Seleção Japonesa
- Campeonato Asiático Sub-18: 2017

## Clubes
| Anos      | Clube         |
| --------- | ------------- |
| 2020–2022 | JTEKT Stings  |
| 2022–2023 | PSG Stal Nysa |
| 2023–     | Paris Volley  |

## Prêmios individuais
- 2017: Campeonato Asiático Sub-18 – MVP
- 2021: Campeonato Asiático – Melhor oposto